# Dale Cooper
Dale Bartholomew Cooper to główna postać amerykańskiego serialu Miasteczko Twin Peaks. W jego rolę wcielił się Kyle MacLachlan.
Cooper jest agentem FBI, który przyjeżdża do Twin Peaks, by przeprowadzić śledztwo w związku z morderstwem nastolatki z tamtejszego liceum, siedemnastoletniej Laury Palmer. Od samego początku zakochuje się w małym miasteczku i zyskuje sympatię tamtejszych mieszkańców (a nawet coś więcej niż sympatię w przypadku Audrey Horne). Jest niezwykle uprzejmy i zawsze zadowolony. Jego poczucie humoru jest równie dziwne jak mieszkańców Twin Peaks. Uwielbia rzucać mądre powiedzenia oraz ich wysłuchiwać. Jego ulubionym daniem staje się placek wiśniowy i „cholernie dobra kawa”. Ma zwyczaj nagrywania swych przemyśleń na dyktafon, do którego mówiąc, zwraca się do tajemniczej Diane. Cooper jest wykształcony i jego wiedza na temat tajemnych nauk tybetańskich mnichów czy mitologii Indian często pomaga w śledztwie. Ma 35 lat.
O przeszłości bohatera dowiadujemy się w serialu wiele, szczególnie gdy do akcji wkracza Windom Earle, były partner i przyjaciel Coopera, a teraz jego największy przeciwnik. Losy Dale'a Coopera odkrywa przed nami także film Twin Peaks: Ogniu krocz ze mną, będący prequelem serialu Miasteczko Twin Peaks.